# У борби крвави смо се родили
У борби крвави смо се родили је словеначка партизанска песма. Описује жртвовање и патњу који су потребни за слободу народа као и да се иста мора чувати за будуће генерације. Песма се састоји из две строфе од којих се при извођењу друга двапута понавља.

## Текст на словеначком
V borbi krvavi smo se rodili

in prekalili svoje moči,

v tisoč spopadih smo vragu izvili

zlato svobodo iz kletih pesti.

Zdaj na braniku svobode stojimo,

počasi zbledel bo spomin naših ran,

zvesto nad zmage plodovi bedimo,

žrtve naj naše ne bodo zaman.
Bodi na mestu, čuvar domovine,

da rod naš svoboden bo vedno ostal,

da v miru oral bo svoje doline

in varno si srečo bo svojo koval.